# Cimetière israélite de Cronenbourg
Le cimetière israélite de Cronenbourg est situé 3 route d’Oberhausbergen à Strasbourg. Il est géré par le Consistoire israélite du Bas-Rhin.

## Histoire
Aménagé en 1909, à l'époque du Reichsland, le cimetière israélite de Cronenbourg est inauguré le 14 octobre 1910. Il abrite environ 6 500 tombes.
Le cimetière a été victime de plusieurs profanations, notamment le 12 avril 2002 et dans la nuit du 26 au 27 janvier 2010, veille de la journée internationale dédiée à la mémoire des victimes de l'Holocauste. Dix-huit stèles sont taguées avec une croix gammée inscrite en couleur brune et treize sont renversées.

## Monuments remarquables
Dans l’oratoire du cimetière est apposée une plaque comportant les noms, en hébreu, des fusillés et déportés de la communauté orthodoxe Adath Israël.
Un mémorial, dû aux architectes Lucien Crombach et E. Picard, reprenant les noms des 840 déportés juifs de la communauté israélite de Strasbourg assassinés dans les camps nazis entre 1939 et 1945 est inauguré en 1951.
Le 16 septembre 1955, une pierre tombale est inaugurée sur la fosse commune des 86 juifs envoyés au camp de concentration de Natzwiller-Struthof pour y subir des expériences médicales et dont les restes furent découverts dès la Libération à l’Institut d’anatomie de l’Université de Strasbourg et inhumés au cimetière de Cronenbourg. À la suite de l’identification des 86 noms par le journaliste allemand Hans-Joachim Lang, l’ancienne pierre est remplacée par une nouvelle où sont gravés ces noms.
Le 11 décembre 2005, un second monument comportant également les noms de ces martyrs est érigé à côté du mémorial déportés de la communauté.

Monument en hommage aux 840 victimes de la Shoah
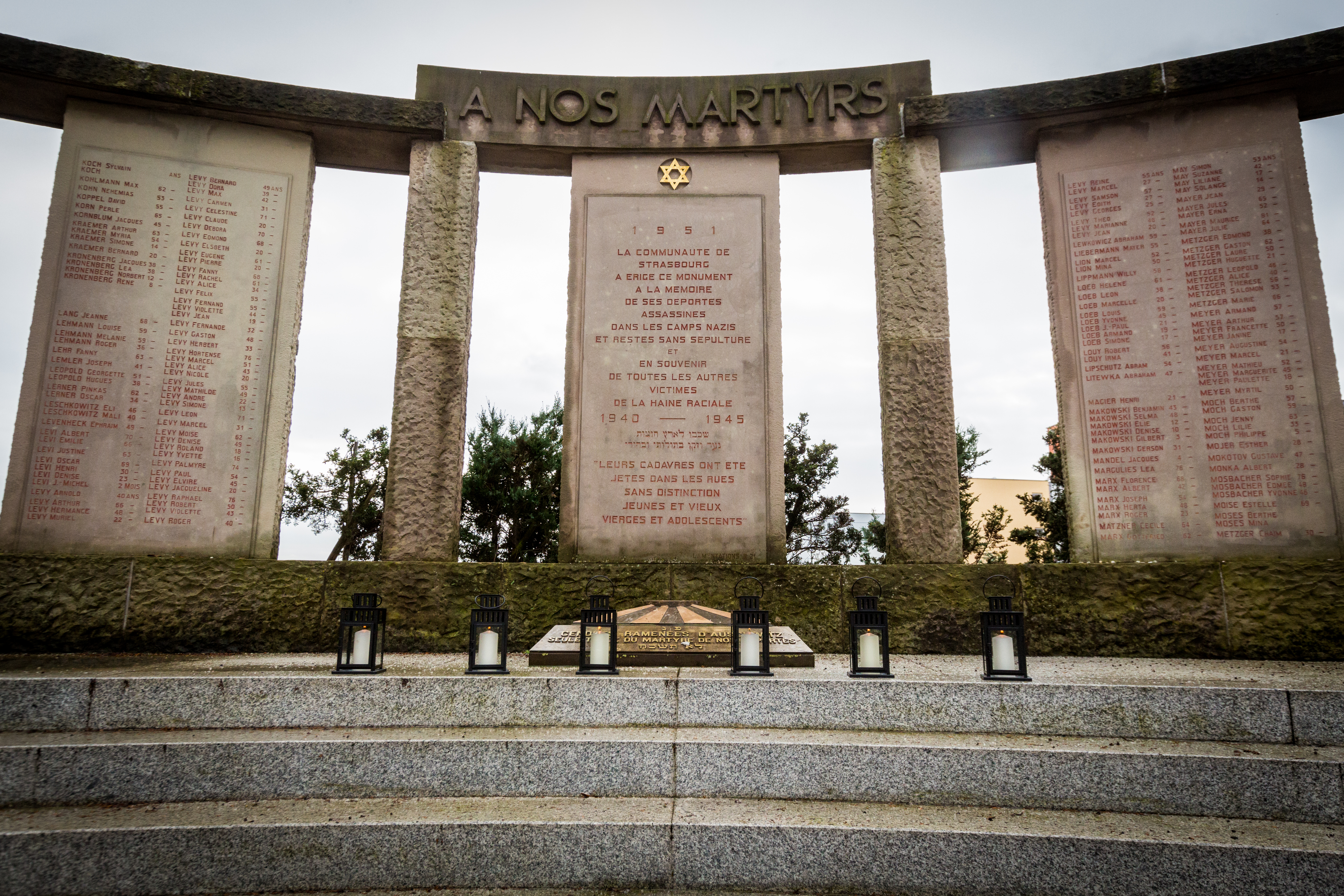
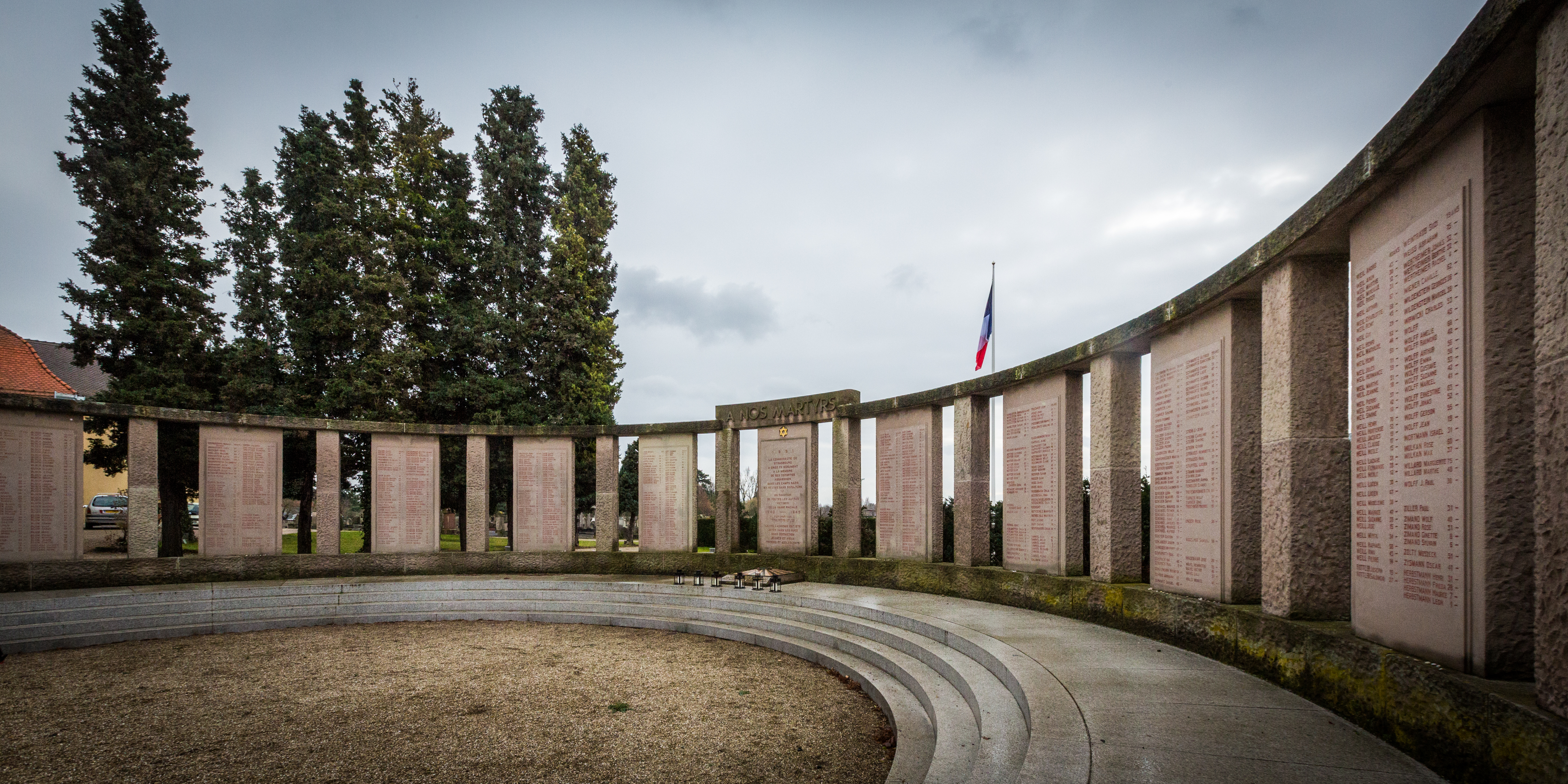
Mémorial des déportés juifs
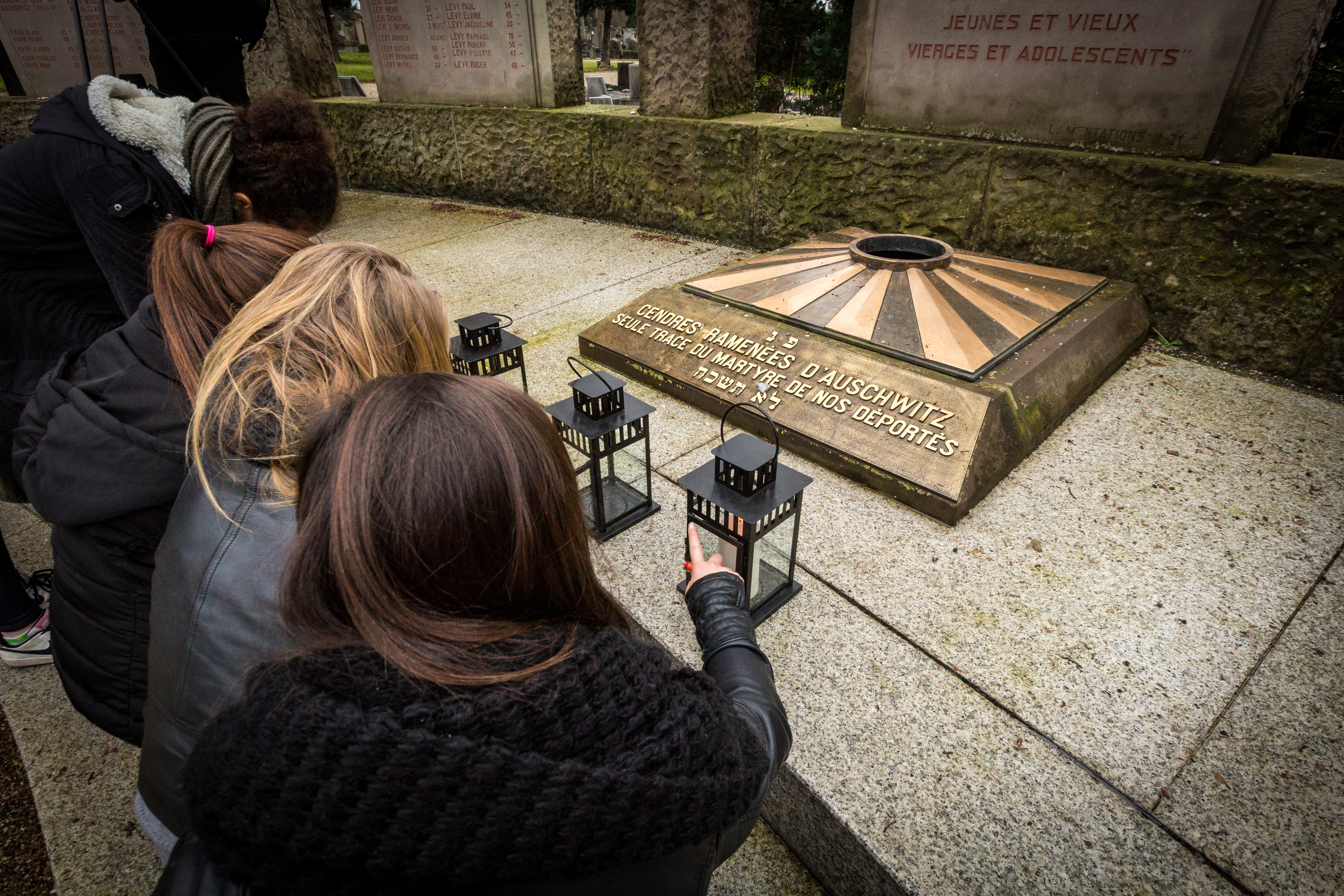
Cérémonie le 27 janvier 2015 à l’occasion du 70e anniversaire de la libération des camps.

Plaque comportant les noms, des fusillés et déportés de la communauté orthodoxe Adath Israël.
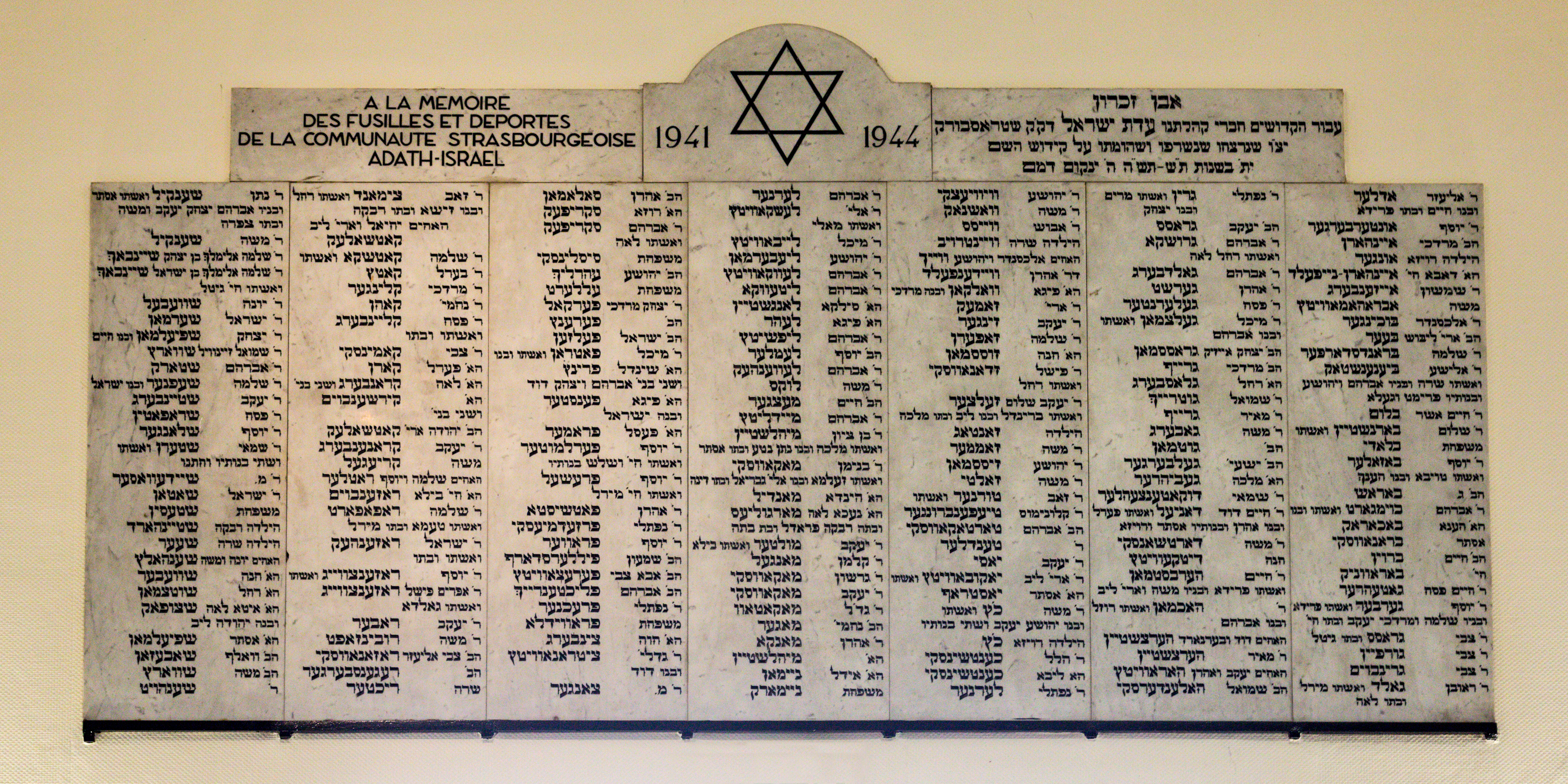

Mémoire des 86 victimes des expériences « médicales » du Pr Hirt
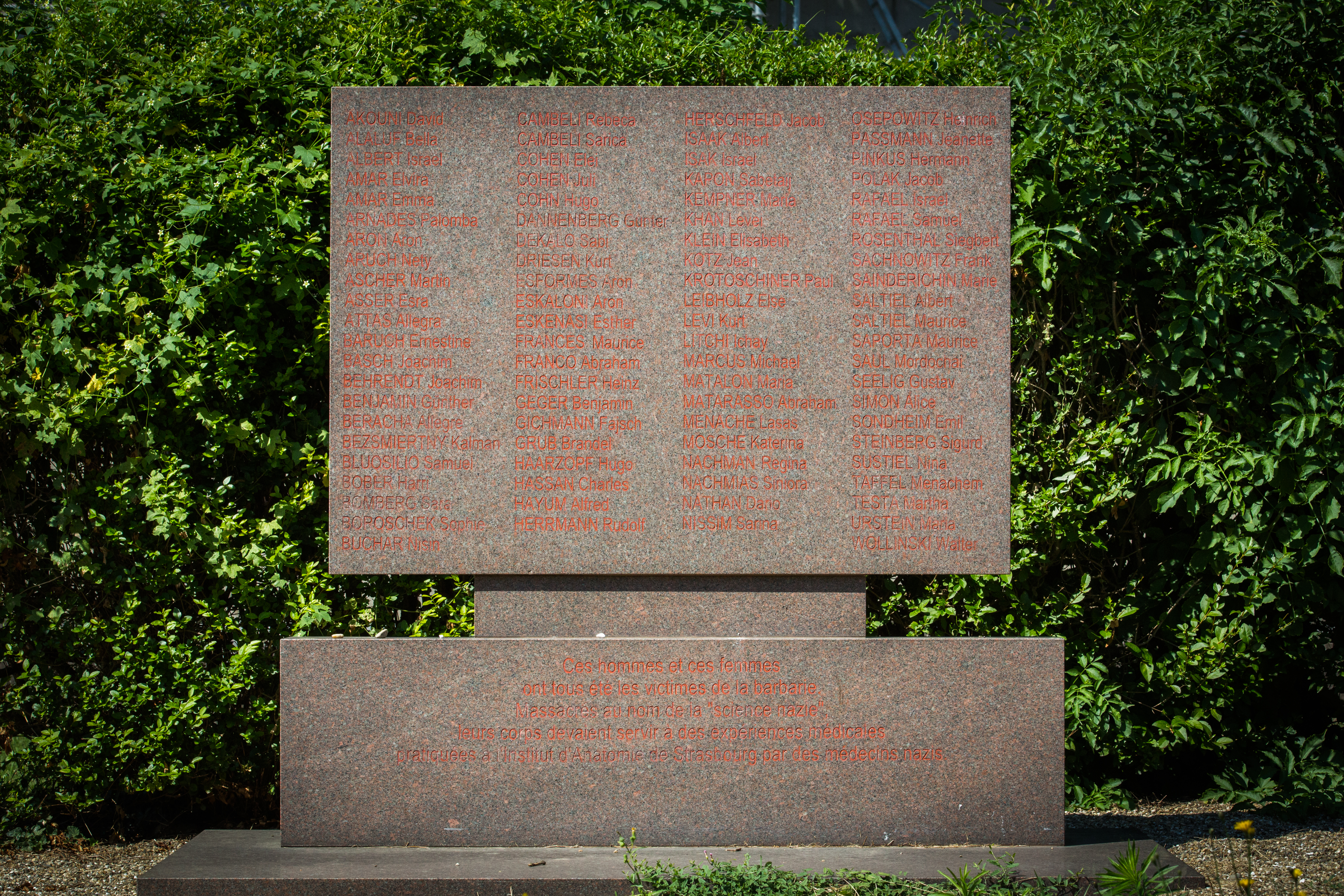
Monument à la mémoire des victimes du Pr Hirt.
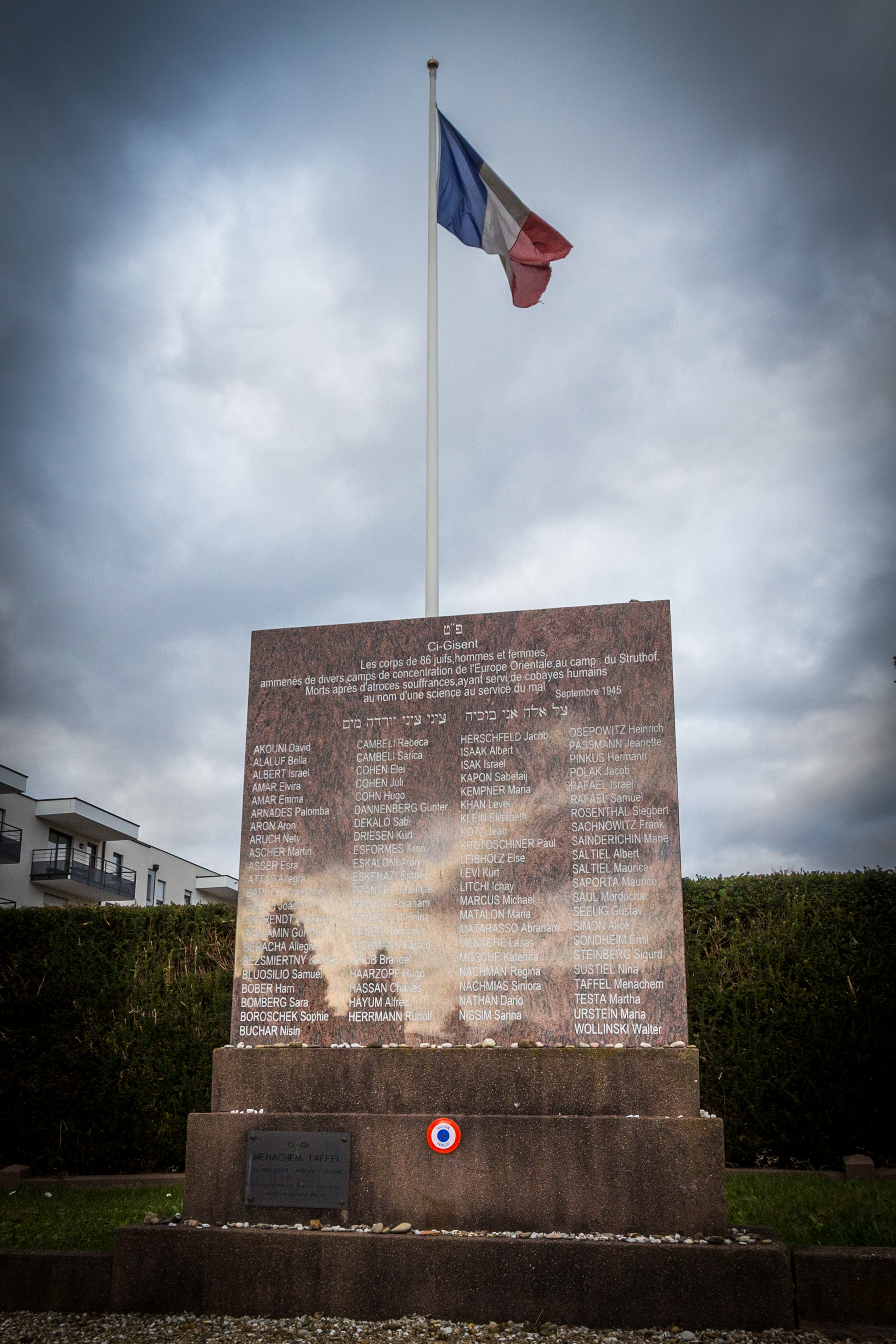
La sépulture des victimes du Pr Hirt.

Obsèques de Jean Kahn, ancien président du CRIF
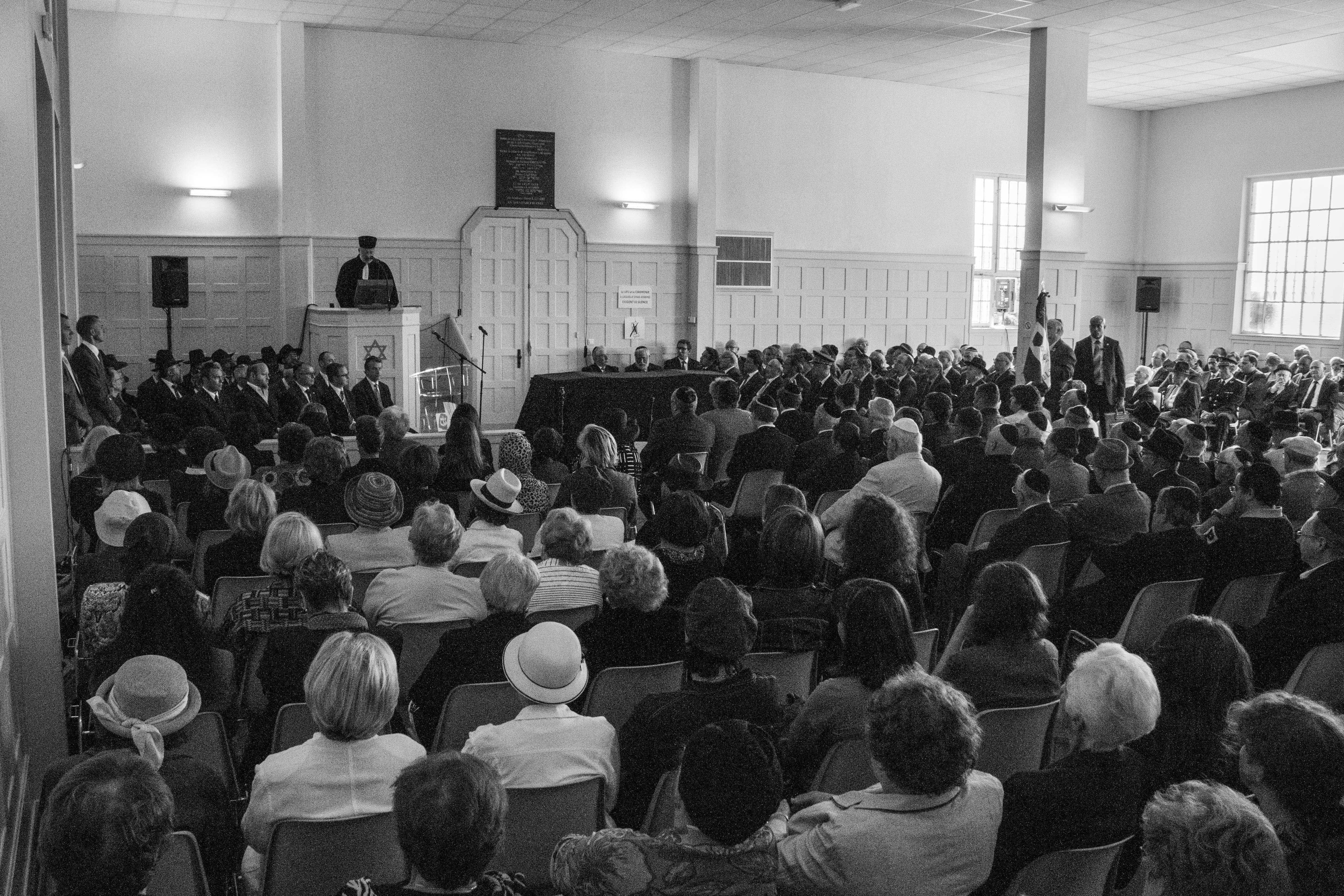
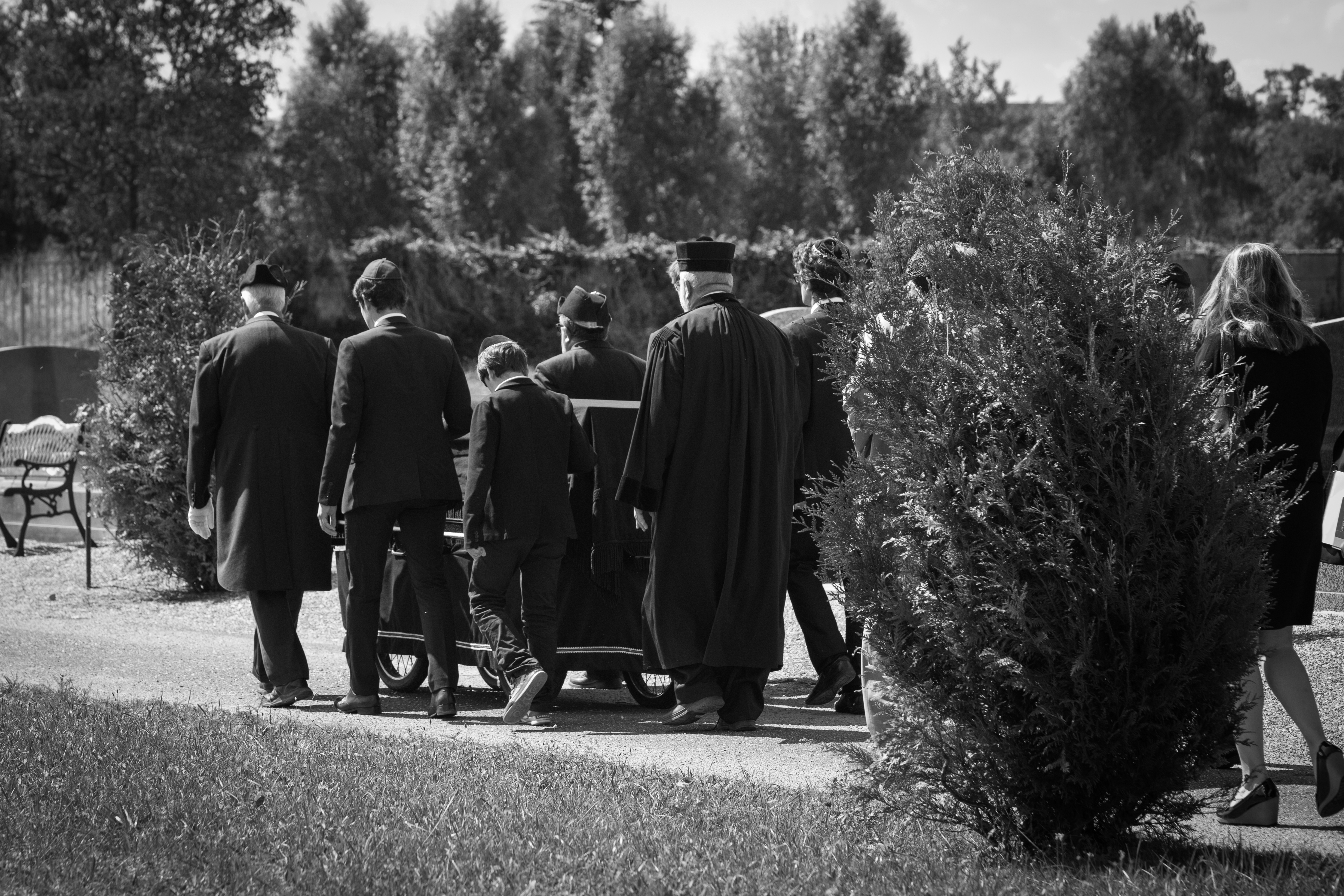
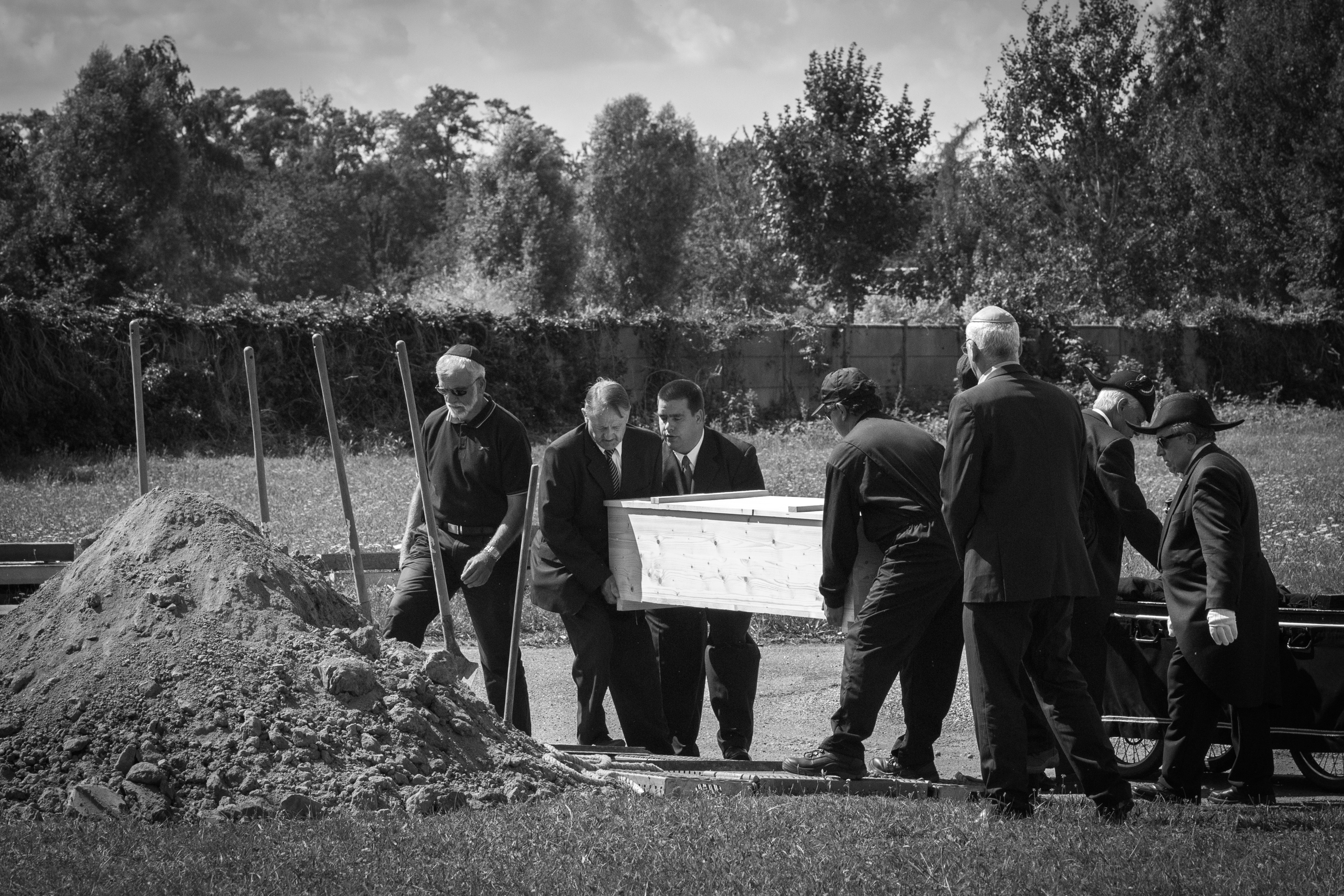